# Sistema de pluralidade dos votos
O sistema de pluralidade dos votos, também chamado de escrutínio majoritário uninominal é um sistema de votação com um único vencedor comumente utilizado para eleger pessoas para cargos públicos e tomada de decisões. Neste sistema de votação, a opção vencedora é aquela que ganhar a maior quantidade de votos (pluralidade). Nele não há necessidade que a opção ganhadora receba a maioria absoluta dos votos, mas apenas que possua mais votos que as demais opções, também chamada de maioria simples ou relativa. Quando utilizado em sistemas de voto distritais, essa forma de votação também é conhecida pelo seu nome em inglês First-past-the-post.